# Karpas
Karpas, tudi Karpass, Karpaz ali Karpasia (grško Καρπασία; turško Karpaz) je podolgovat polotok prstaste oblike na severovzhodnem delu otoka Ciper v vzhodnem Sredozemlju. Predstavlja vzhodni, spuščajoči se del Kirenijskega pogorja (Pentadaktilos), ki poteka v srpastem loku ob severni obali Cipra, geološko pa je nadaljevanje alpske orogenetske verige južne Anatolije. Pred rtom Apostolos Andreas na konici polotoka leži skupinica otokov Kleides, prav tako del iste verige. Za pokrajino še danes niso značilne samo razgibane gore, ampak tudi več kot 100 vodotokov, ki so večinoma dolgi le nekaj kilometrov.
Upravni status je zapleten zaradi nerazrešenega statusa Severnega Cipra. De facto spada pod okrožje İskele Severnega Cipra pod nadzorom Turčije, de iure pa pod okrožje Famagusta Republike Ciper.

## Geografija
Zajema površino 898 km², kar predstavlja 27 % ozemlja Severnega Cipra. Je veliko manj gosto poseljeno od povprečja Severnega Cipra, z gostoto prebivalstva 26 ljudi na km² leta 2010. Mesto Trikomo (İskele), glavno mesto okrožja, velja za »vrata« in geografsko izhodišče polotoka, skupaj s sosednjo vasjo Bogazi (Boğaz). Poleg Trikoma so najpomembnejša mesta in občine na tem območju Yialousa, Galateia, Rizokarpaso, Komi Kebir in Akanthou.
Na polotoku so številna zgodovinska mesta, kot sta grad Kantara in samostan Apostolos Andreas, pa tudi ruševine bazilike Agia Trias in starodavnih mest Karpasia in Aphendrika med številnimi drugimi.
Na polotoku je več kot 46 peščenih plaž, ki so glavna gnezdišča v vzhodnem Sredozemlju za glavate karete (Caretta caretta) in orjaške črepahe (Chelonia mydas). Zlata plaža je približno 15 km od mesta Rizokarpaso in velja za eno najlepših in najbolj oddaljenih plaž na Cipru. To je ena najmanj obiskanih plaž na otoku. Na polotoku Karpas živi osel Karpas, znan kot simbol Cipra; obstajajo kampanje, ki jih skupaj izvajajo turški in grški Ciprčani za ohranitev redkih oslov na polotoku.

## Gospodarstvo
Večina dejavnosti na polotoku Karpas je povezanih s kmetijstvom, ribolovom, lovom, nekaj pa tudi z mikroturizmom. Lokalni kmetje izkoriščajo to naravno okolje za pridelavo različnega sadja in zelenjave, večinoma kot samooskrbno kmetijstvo (čeprav tudi za lokalno trgovino). Regija je znana predvsem po karpuzu (turško »lubenica«). V mestu Rizokarpaso je na voljo več turističnih podjetij. To so običajno restavracije, ki strežejo tradicionalno turško-ciprsko kuhinjo, vključno z meze (izbor majhnih jedi, ki jih postrežejo kot predjedi).
Zaradi svojega geografskega položaja je polotok Karpas nekoliko zaščiten pred vmešavanjem človeka. Zaradi tega je neokrnjeno naravno okolje, kjer živijo številne celinske in morske vrste. Ko se začne lovna sezona, so Karpasovi gozdovi priljubljena lokacija za lov na jerebice. Medtem pa je obalna regija s čisto vodo, zmernimi severnimi tokovi in kamnitim dnom z jamskimi strukturami dom dvema najbolj cenjenima vrstama rib: orfozu (kirnja) in lahusu ((Epinepheluses). Vendar se je stopnja ribolova v regiji Karpas in večini Severnega Cipra v prejšnjem stoletju močno zmanjšala zaradi uporabe dinamita. Zato je Zafer Burunu (vrh polotoka) zdaj zaščiteno območje naravne dediščine, kjer se morske vrste počasi vračajo na zdrave populacijske parametre.

## Galerija
- Plaža v Davlosu
- Obala v Galateji
- Samostan Apostolos Andreas
- Dva osla
- Morska narcisa